# Ivar
Ivar er et drengenavn, der stammer fra olddansk Iwar eller Ívarr. Det stammer muligvis fra det urnordiske InhuharjaR og er i så fald en variation over Ingvar. Variationerne Iver, Iwar og Iwer forekommer også på dansk. Omkring 1.250 danskere bærer et af disse navne ifølge Danmarks Statistik.

## Kendte personer med navnet
- Ivar Abel, dansk sprogforsker.
- Ivar Afzelius, svensk retslærd og rigsdagsmedlem.
- Ivar Benløs, dansk-svensk vikingeleder og konge.
- Ivar Bentsen, dansk arkitekt og professor.
- Ivar Bredal, dansk musiker og komponist.
- Ivar Enger, black metal-bandet Darkthrones første bassist og senere guitarist.
- Ivar Giæver, norsk fysiker og nobelprismodtager.
- Ivar Gjørup, dansk lektor og tegneserietegner.
- Ivar Hansen, dansk gårdejer, politiker og minister.
- Ivar Huitfeldt, dansk søhelt.
- Ivar Jacobson, svensk datalog.
- Ivar Knudsen, direktør for Burmeister & Wains skibsværft.
- Ivar Kreuger, svensk forretningsmand og industrileder.
- Ivar of Limerick, sidste Norske konge af Limerick.
- Ivar Lo-Johansson, svensk forfatter.
- Ivar Lykke, norsk politiker og statsminister.
- Ivar Lykke Seidelin Nielsen, dansk fodboldspiller.
- Ivar Nørgaard, dansk politiker og minister.
- Ivar Sporon-Fiedler, dansk godsejer, forfatter og modstandsmand.
- Ivar Vidfadme, skånsk konge fra sagalitteraturen.
- Ivar Vind, dansk atlet, godsejer og kammerherre.
- Ivar Aasen, norsk sprogforsker.
- Iver Axelsen Thott, dansk rigsråd.
- Carl Ivar Hagen, norsk politiker.
- Dag Ivar Wirén, svensk komponist.
- Niels Ivar Bech, dansk virksomhedsleder.
- Niels Ivar Heje, dansk præst og tidsskriftredaktør.

## Navnet anvendt i fiktion
- Guld-Iver Flintesten er en figur i Anders And-universet.